# Orientvadarsvala
Orientvadarsvala (Glareola maldivarum) är en vadare inom vadarsvalefamiljen Glareolidae som förekommer i östra Asien.

## Utseende och läte
Orientvadarsvalan har korta ben, långa spetsiga vingar och en lång kluven stjärt. De har kort näbb anpassad för att fånga insekter i flykten. Ryggen och huvudet är bruna, och ovansidan av vingarna är bruna med svarta vingpennor. Buken är vit och undersidan av vingarna kastanjebrun. 
För att artbestämma denna fågel i fält krävs mycket goda observationer för att skilja den ifrån andra vadarsvalor, som exempelvis rödvingad vadarsvala som också har kastanjebruna vingundersidor och svartvingad vadarsvala som också har svarta vingpennor och saknar vit bakkant på vingen. En extra svårighet vid fältbestämning är att vingundersidan ofta ter sig svart om den inte ses under riktigt goda förhållanden.

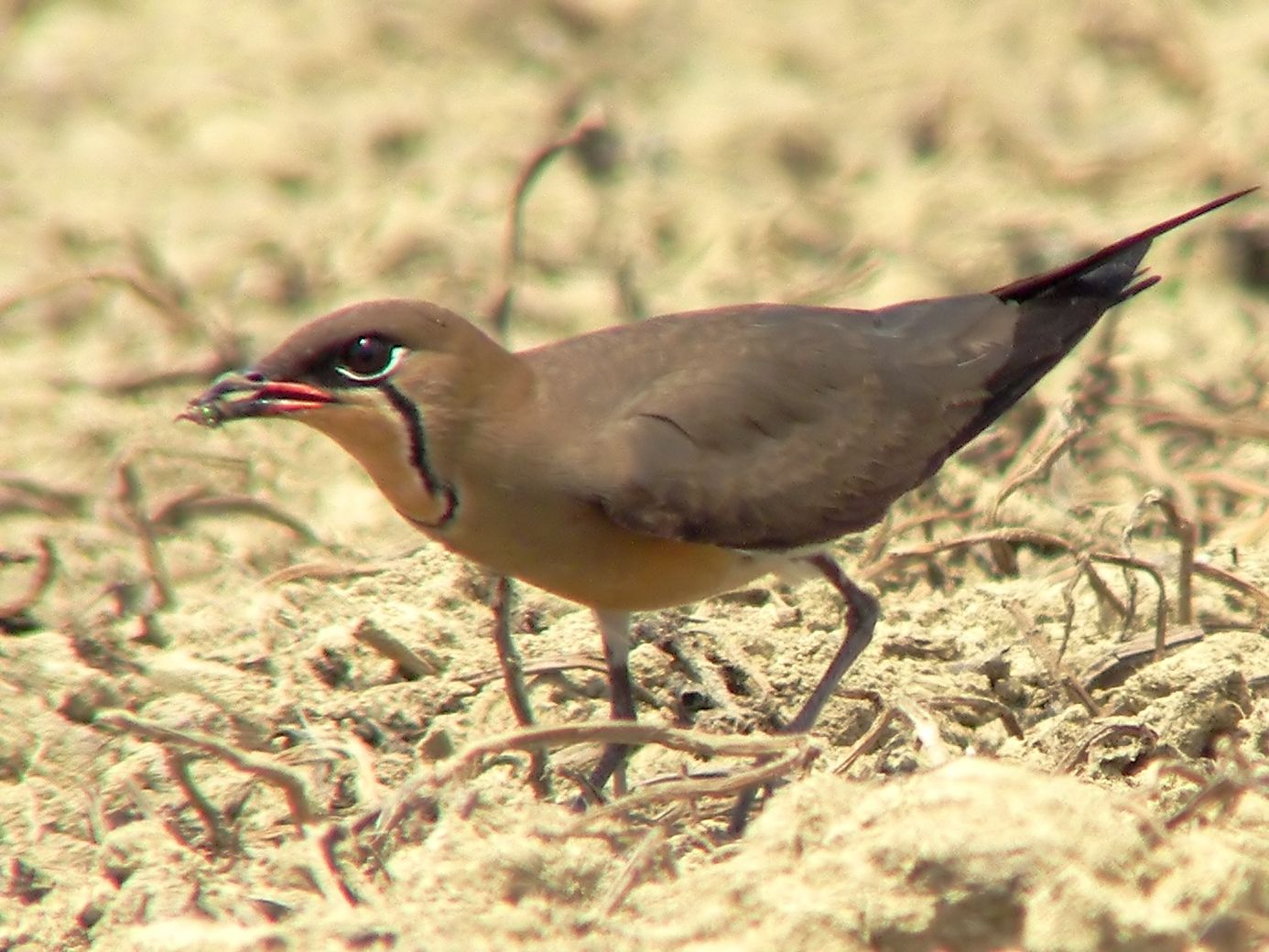

Lätena anses vara mycket lika rödvingad vadarsvala, i engelsk litteratur återgivna som vassa ”kyik", "chik-chik" eller ”chet” i flykten, men även högljudda ”cherr” och stigande ”trooeet”.

## Utbredning och systematik
Orientvadarsvalan häckar från allra sydligaste Sibirien, östra Mongoliet och nordöstra Kina (Heilongjiang) söderut till norra Indien, Sri Lanka, Sydostasien och Taiwan. Lokalt häckar den även i västra Japan och i Ryukyuöarna, tidigare även i södra Pakistan, norra Filippinerna och Borneo. Den är till största delen en flyttfågel som övervintrar i ett område från Maldiverna, Indien och Sydostasien genom Indonesien och Nya Guinea till Australien.
Arten är mycket ovanlig norr och väster om sitt utbredningsområde. Trots det har den vid ett antal tillfällen observerats så långt bort som Storbritannien och Alaska. Första observationen av arten i Västpalearktis skedde i Suffolk, England i juni 1981. Den har även påträffats vid två tillfällen i Sverige, först en långstannande individ från 2 juli till 6 oktober 2001 vid Ängsnäset vid södra Skanörs ljung i Skåne och därefter ett exemplar från den 14 till 18 maj 2017 i Bottorps hamn söder om Kalmar i Småland.
Orientvadarsvalan är monotypisk, det vill säga den inte delas upp i några underarter. Tidigare behandlades den ofta som underart till rödvingad vadarsvala.

## Ekologi
Vadarsvalornas mest distinkta drag, för att vara vadare, är att de vanligtvis likt svalor födosöker i luften där de jagar insekter, men de födosöker även på marken. De förekommer i öppna biotoper och ses ofta kvällstid i närheten av vatten jagandes efter insekter. Arten lägger två till tre ägg direkt på marken. 

## Status
Arten har ett stort utbredningsområde och beståndet anses vara stabilt. Internationella naturvårdsunionen IUCN listar den därför som livskraftig (LC). Världspopulationen uppskattas till knappt två miljoner adulta individer.